# Qi lin zhang
Qi lin zhang – hongkoński dramatyczny film akcji z elementami sztuk walki z 1973 roku w reżyserii Shan Kwan.
Film zarobił 722 849 dolarów hongkońskich w Hongkongu.

## Obsada
Źródło: Filmweb

- Wai-Man Chan
- Unicorn Chan – Ah-Lung
- Danny Lee
- Chui Meng
- Betty Ting
- Ping-Ao Wei
- Ing-Sik Whang
- Alexander Grand – Rensky
- Han Jae Ji – Chi Han Kuang
- Yasuaki Kurata – Sun
- Mars – chłopak
- Siu Hung Cham
- Ching Chen
- Tina Chin-Fei – Hung Mei
- Alan Chui Chung San
- Wen Chung Ku
- Hoi Mang – Hsiao-Hu
- Chin Tang Tang
- Sha Wang
- Bruce Lee – ekspert sztuk walki (niewymieniony w czołówce)
- Jackie Chan (niewymieniony w czołówce)